# Quyền LGBT ở Chile
Quyền đồng tính nữ, đồng tính nam, song tính và chuyển giới ở Chile đã nhìn thấy những tiến bộ đáng chú ý trong những năm gần đây, mặc dù người LGBT vẫn phải đối mặt với một số trở ngại pháp lý và xã hội mà những người không phải là LGBT không gặp phải. Cả nam và nữ hoạt động tình dục đồng giới đều hợp pháp ở Chile. Kể từ ngày 22 tháng 10 năm 2015, các cặp vợ chồng và hộ gia đình đồng giới do các cặp đồng giới đứng đầu có các biện pháp bảo vệ pháp lý giống nhau đối với các cặp vợ chồng khác giới, trong kết hợp dân sự.Tuy nhiên ngày 7 tháng 12,quốc hội Chile(cả Thượng viện và Hạ viện)đã bỏ phiếu áp đảo để hợp pháp hóa hôn nhân đồng giới.Đây được coi là chiến thắng lịch sử của một quốc gia Mĩ la-tinh   sau các cuộc chiến pháp lý sau gần một thập kỷ.Ngày 9 tháng 12,Tổng thống Chile đã ký thành luật và chính thức có hiệu lực,đưa Chile trở thành quốc gia thứ 30 trên thế giới hợp pháp hóa hôn nhân đồng giới.

## Bảng tóm tắt
| Hoạt động tình dục đồng giới hợp pháp                                                     | (Từ 1999)                                              |
| Độ tuổi đồng ý                                                                            | (Từ 2022)                                              |
| Luật chống phân biệt đối xử trong việc làm                                                | (Từ 2012)                                              |
| Luật chống phân biệt đối xử trong việc cung cấp hàng hóa và dịch vụ                       | (Từ 2012)                                              |
| Luật chống phân biệt đối xử trong các lĩnh vực khác                                       | (Từ 2012)                                              |
| Luật chống phân biệt đối xử bao gồm biểu hiện giới trong tất cả các lĩnh vực              | (Từ 2018)                                              |
| Luật tội phạm kì thị bao gồm xu hướng tính dục và bản dạng giới                           | (Từ 2012)                                              |
| Luật lời nói thù hận bao gồm cả xu hướng tính dục và bản dạng giới                        | (Đang chờ xử lý)                                       |
| Luật chống tra tấn bao gồm khuynh hướng tình dục và bản dạng giới                         | (Từ 2016)                                              |
| Công nhận các cặp đồng giới (ví dụ: kết hợp dân sự)                                       | (Từ 2015)                                              |
| Hôn nhân đồng giới                                                                        | (Từ 2022)                                              |
| Con nuôi của các cặp vợ chồng đồng giới                                                   | (Từ 2022)                                              |
| Con nuôi chung của các cặp đồng giới                                                      | (Từ 2022)                                              |
| Nhận nuôi bởi một người LGBT                                                              | Yes                                                    |
| Người LGBT được phép phục vụ công khai trong quân đội                                     | (Từ 2012)                                              |
| Quyền thay đổi giới tính hợp pháp                                                         | (Từ 1974, quyền tự quyết từ 2019)                      |
| Liệu pháp chuyển đổi xu hướng tính dục bị cấm theo luật                                   | (Từ 2021)                                              |
| Trẻ vị thành niên liên giới tính được bảo vệ khỏi các thủ tục phẫu thuật xâm lấn          | (Từ 2015)                                              |
| Lựa chọn thứ ba 'không xác định giới tính' cho trẻ em liên giới tính trong giấy khai sinh | (Từ 2006)                                              |
| Luật chống phân biệt đối xử LGBT tại các trường công và tư                                | (Từ 2016)                                              |
| Luật chống bắt nạt LGBT trong các trường công và tư                                       | (Từ 2011)                                              |
| Truy cập thụ tinh nhân tạo/IVF cho các cặp đồng tính nữ                                   | Yes                                                    |
| Làm cha mẹ tự động cho cả hai vợ chồng sau khi sinh                                       | (Từ 2022)                                              |
| Mang thai hộ thương mại cho các cặp đồng tính nam                                         | (Dự luật cấm đang chờ; mang thai hộ nhân đạo đang chờ) |
| NQHN được phép hiến máu                                                                   | (Từ 2013)                                              |